# Cantone di Béziers-3
Il Cantone di Béziers-3 è una divisione amministrativa dell'arrondissement di Béziers.
A seguito della riforma approvata con decreto del 26 febbraio 2014, che ha avuto attuazione dopo le elezioni dipartimentali del 2015, è stato soppresso.

## Composizione
Prima della riforma del 2014 comprendeva la parte occidentale della città di Béziers e i comuni di:
- Cazouls-lès-Béziers
- Colombiers
- Corneilhan
- Lespignan
- Lignan-sur-Orb
- Maraussan

Dal 2015 comprende parte della città di Béziers e gli 8 comuni di:
- Bassan
- Boujan-sur-Libron
- Cers
- Espondeilhan
- Lieuran-lès-Béziers
- Sauvian
- Servian
- Villeneuve-lès-Béziers